# Marc Langebeck

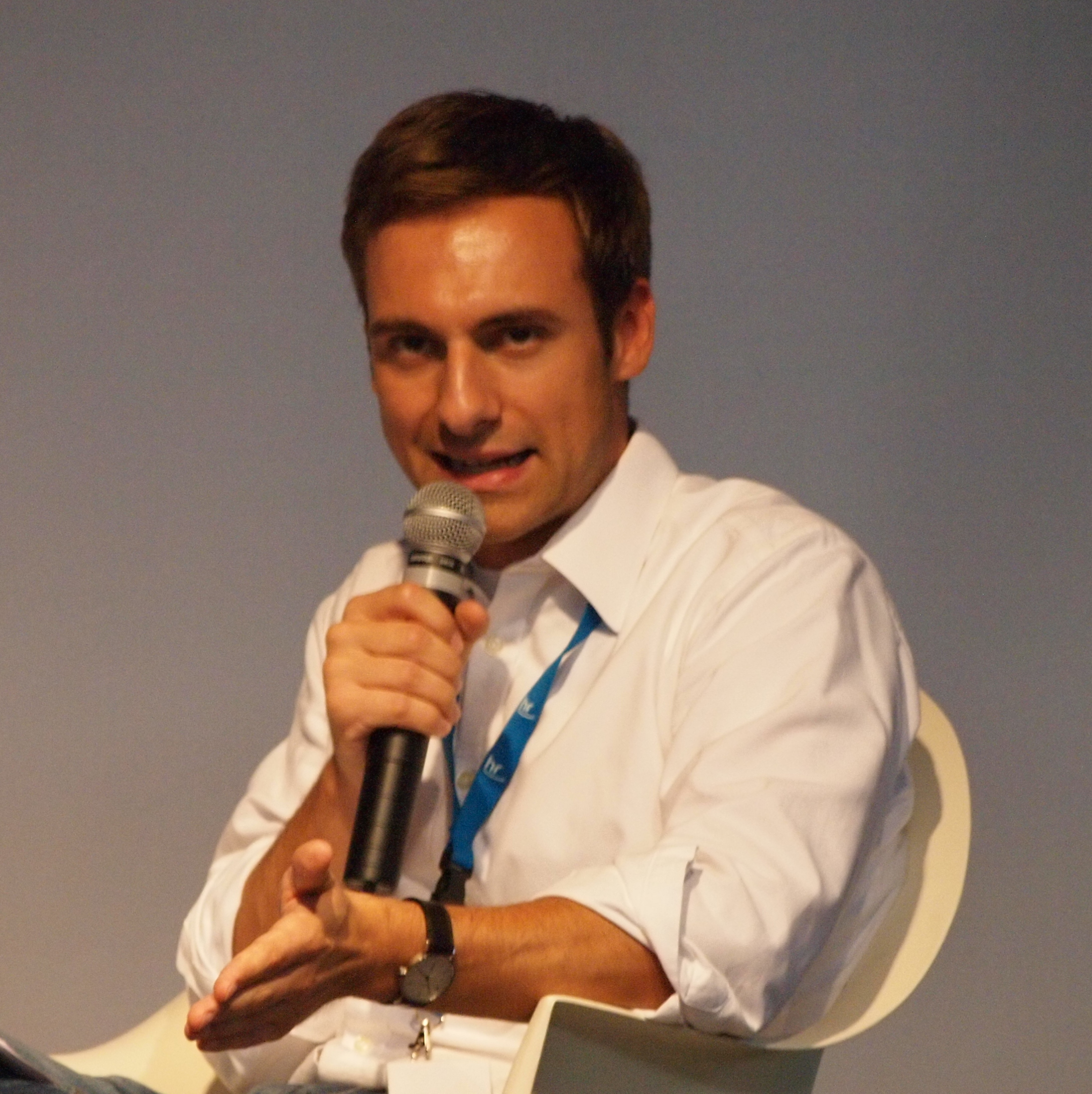
Marc Langebeck (2014)

Marc Langebeck (* 4. August 1982 in Saragossa, Spanien) ist ein Veranstaltungsmoderator und Fernsehmoderator.
Langebeck absolvierte ein Studium der Geschichte, Philosophie, Publizistik und Kommunikationswissenschaften an der Freien Universität Berlin und an der Universität Potsdam. Zwischen 2002 und 2004 nahm er an einem Moderatorencoaching bei Michael Voppe teil. Bisher moderierte Marc Langebeck diverse Fernsehsendungen, aber auch Messen und Veranstaltungen. So übernahm er die Moderation mehrerer Fernsehsendungen des Kinderkanals. Von 2002 bis 2008 moderierte Langebeck hauptsächlich die Sendung Reläxx, die 2008 mit dem Kindermedienpreis Goldener Spatz ausgezeichnet wurde. Von 2007 bis zu seiner Einstellung 2015 moderierte Langebeck das Kinder- und Jugendliteraturmagazin quergelesen, das 2008 für den Adolf-Grimme-Preis nominiert worden war. Seit 2012 moderiert Langebeck auch das Nachrichtenmagazin Brandenburg aktuell des Rundfunks Berlin-Brandenburg.